# Pteroceras violaceum
Pteroceras violaceum là một loài thực vật có hoa trong họ Lan. Loài này được (Ridl.) Holttum miêu tả khoa học đầu tiên năm 1960.